# Firmeza

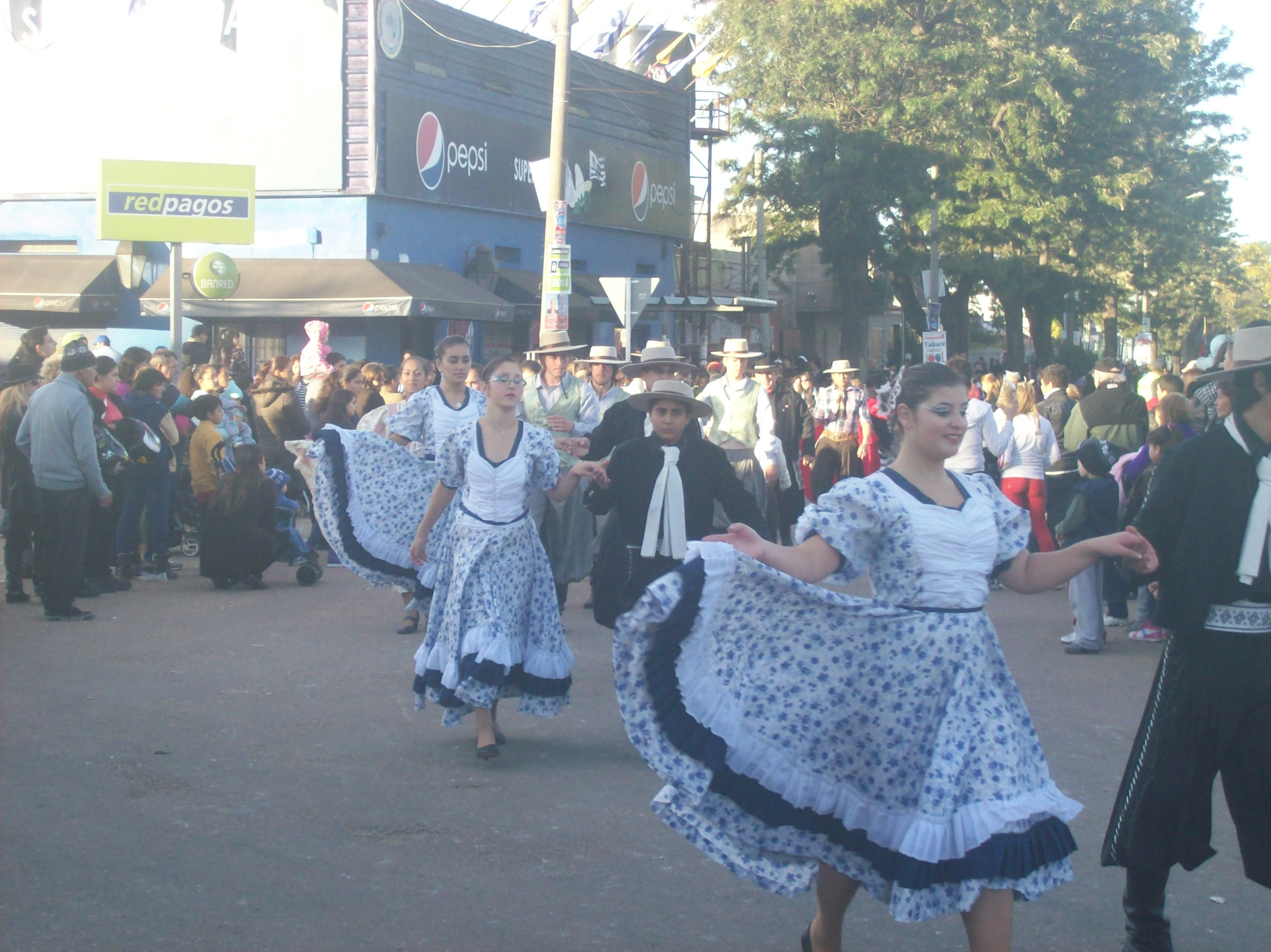
Grupos de baile folclórico

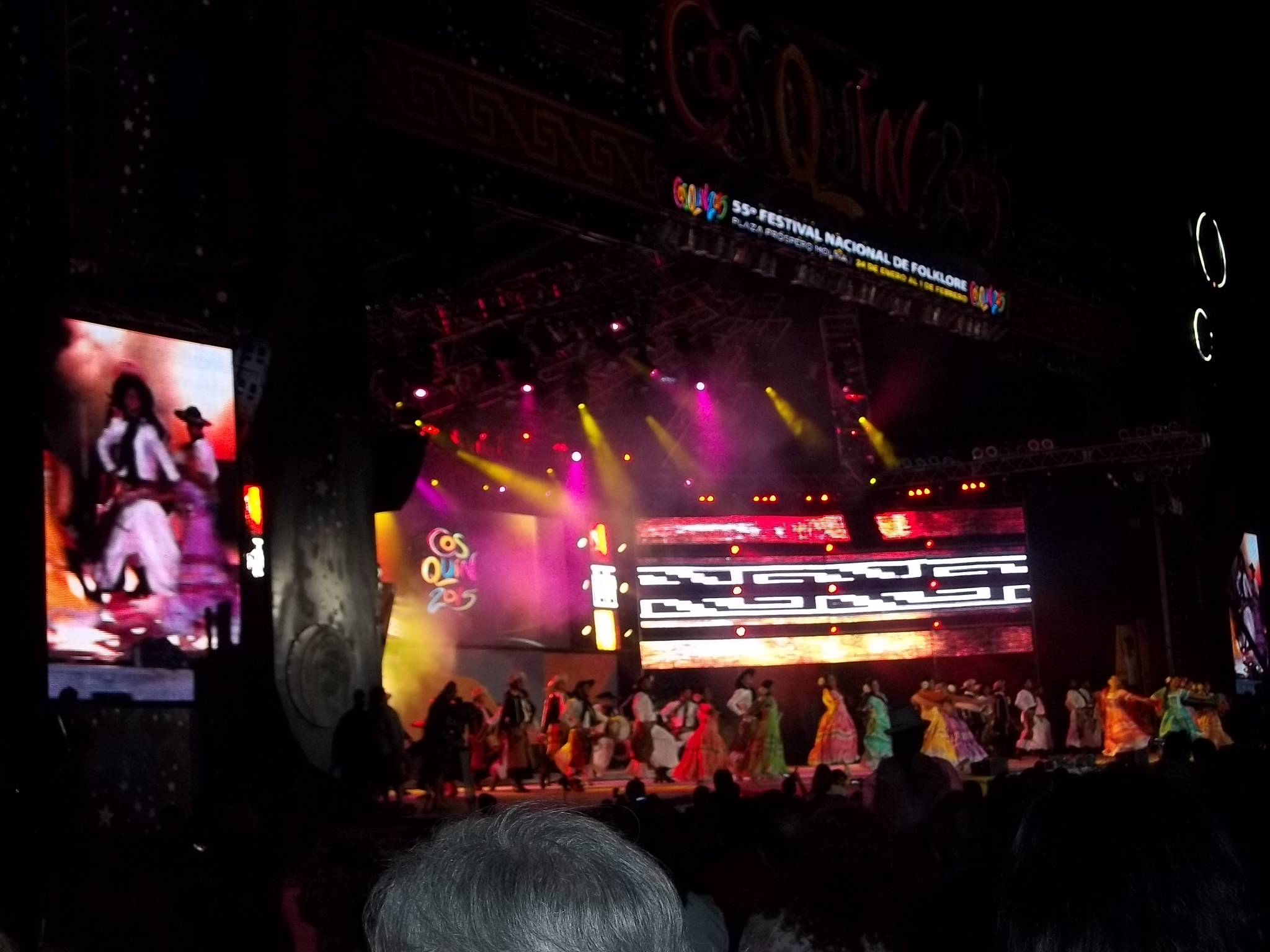
El gigantesco escenario se agranda realizado por grandes pantallas que amplifican la visión de los espectáculos, entre ellos se presentan agrupaciones de Danzas argentinas.

La firmeza es una danza nativa de Argentina y Uruguay.

## Historia
La firmeza se bailó en todas las provincias argentinas, hoy, ya desaparecida, su música se recoge aún en algunas de ellas. En Buenos Aires y Montevideo se practicó desde mediados del siglo XIX. En 1900 el circo Podestá, que la incluyó en su repertorio (como al Pericón, la Huella (danza) y otras criollas), la difundió por muchas provincias.
Su nombre fue extraído del texto donde se alude a la firmeza: Que me mandaste a decir que te amará con firmeza...
En algunas provincias andinas y centrales se conoció una variante de la firmeza, con el nombre de zapatero, al que seguramente dio origen a la siguiente copla:

Un zapatero fue a misa
Y no sabía rezar
Andaba por los altares
¿Zapatos quiere comprar?

El origen debe buscarse entre los bailes europeos que se introdujeron en América y sufrieron transformaciones y adaptaciones. En España existieron varias danzas con mímica indicada por el texto (según La Ñusta, algunas danzas de Burgos, la Gerigonza y las Agachadillas o Enganchadillas) las cuales pueden haber contribuido a dar origen a la firmeza.
Se cree que se originó en Buenos Aires, por la referencia de sus primeros versos:

Anteanoche me confesé,
con el cura de Santa Clara..
porque esta iglesia era porteña.

Se la conoció también con el nombre de  "El zapatero" (desde Catamarca a San Juan/Tucumán) o "El tras tras" (centro y oeste del país).
La primera versión musical fue de Ventura Linch en 1883, quien la tomó en Buenos Aires. La segunda corresponde a A. Chazarreta en 1916, quien lo tomó en el departamento de Figueroa en Santiago del Estero por el año 1905 a un señor de nombre Pancho (un arpista ciego).

## Clasificación
Danza de galanteo de pareja suelta e independiente, de movimientos vivos, se baila con castañetas y paso básico, en la 1º colocación. Es  una danza picaresca de mímica, es de carácter descriptivo en donde los bailarines van realizando lo que indica la copla. Representa los galanteos y atrevimientos del varón y las reticencias de la dama y en ella los bailarines desarrollan un vistoso juego coreográfico de significado fácilmente asequible.

## Elementos
Paso básico ( inicia con pie izquierdo).
Posición de brazos y manos para castañetas.
Posición de brazos y manos para mímica.

## Coreografía
Posición inicial: ubicación en los extremos de la diagonal paralela al espectador.
Introducción: 8 compases de música
1. Cuatro esquinas (16c).
2. Vuelta (4c).
3. Giro (de espaldas. 4c).
4. Primer paseo: hacia la izquierda de varón (2c).
5. Segundo paseo (2c).
6. Tercer paseo (2c).
7. Cuarto paseo: apoyo de codos (2c).
8. Zapateo y Zarandeo: con la mano izquierda en el oído (2c).
9. Zapateo y zarandeo: con los dedos dedo índice y dedo mayor de la mano derecha en la cabeza (4c).
10. Avance: en el 2º compás, las manos en el hombro (2c).
11. Retroceso: el hombre intenta abrazarle a la mujer y ésta se agacha (2c).
12. Avance y retroceso: hacen lo mismo, en el 4º compás, el hombre le tira un beso a la mujer (4c).
13. Zapateo y zarandeo: el zarandeo se realiza con gestos de negación y de vergüenza (8c).
14. Media vuelta (4c).
15. Giro final (4c)

## Segunda
Es similar a la primera, los bailarines comienzan en los lugares opuestos.

## Letra de los hermanos Ábalos
Que me mandaste a decir a
que te amara con firmeza,
pero nadie está obligado
a guardar correspondencia.
II
Anteanoche me confesé
con el cura de Santaclara
y me dio por penitencia
que la firmeza bailara.
Estribillo
Darás una vuelta
con tu compañera
con la tras trasera
con la delantera
por ese costado
por el otro lado
con ese modito
pónele el codito
pónele el oído
también los sentidos
como corresponde
una mano al hombro
retirate un paso
dámele un abrazo
otro poquitito
tírale un besito.
iAy!, no no!, ino no!
que me da vergüenza,
tápate la cara
que te doy licencia
comiendo un pan con queso
le dio un beso.